# Charny-sur-Meuse
Charny-sur-Meuse ist eine französische Gemeinde mit 521 Einwohnern (Stand: 1. Januar 2022) im Département Meuse in der Region Grand Est (vor 2016: Lothringen). Die Gemeinde gehört zum Arrondissement Verdun und zum Kanton Belleville-sur-Meuse (bis 2015: Kanton Charny-sur-Meuse).

## Geographie
Charny-sur-Meuse liegt etwa fünf Kilometer nordnordwestlich von Verdun. Die Maas (frz. Meuse) begrenzt die Gemeinde im Osten. Umgeben wird Charny-sur-Meuse mit den Nachbargemeinden Vacherauville im Norden, Bras-sur-Meuse im Osten, Belleville-sur-Meuse im Südosten, Thierville-sur-Meuse im Süden sowie Marre im Westen.

## Bevölkerungsentwicklung
| Jahr                       | 1962 | 1968 | 1975 | 1982 | 1990 | 1999 | 2006 | 2019 |
| Einwohner                  | 333  | 289  | 412  | 523  | 462  | 466  | 543  | 524  |
| Quellen: Cassini und INSEE |      |      |      |      |      |      |      |      |

## Sehenswürdigkeiten
- Kirche Saint-Loup, 1925 wieder errichtet

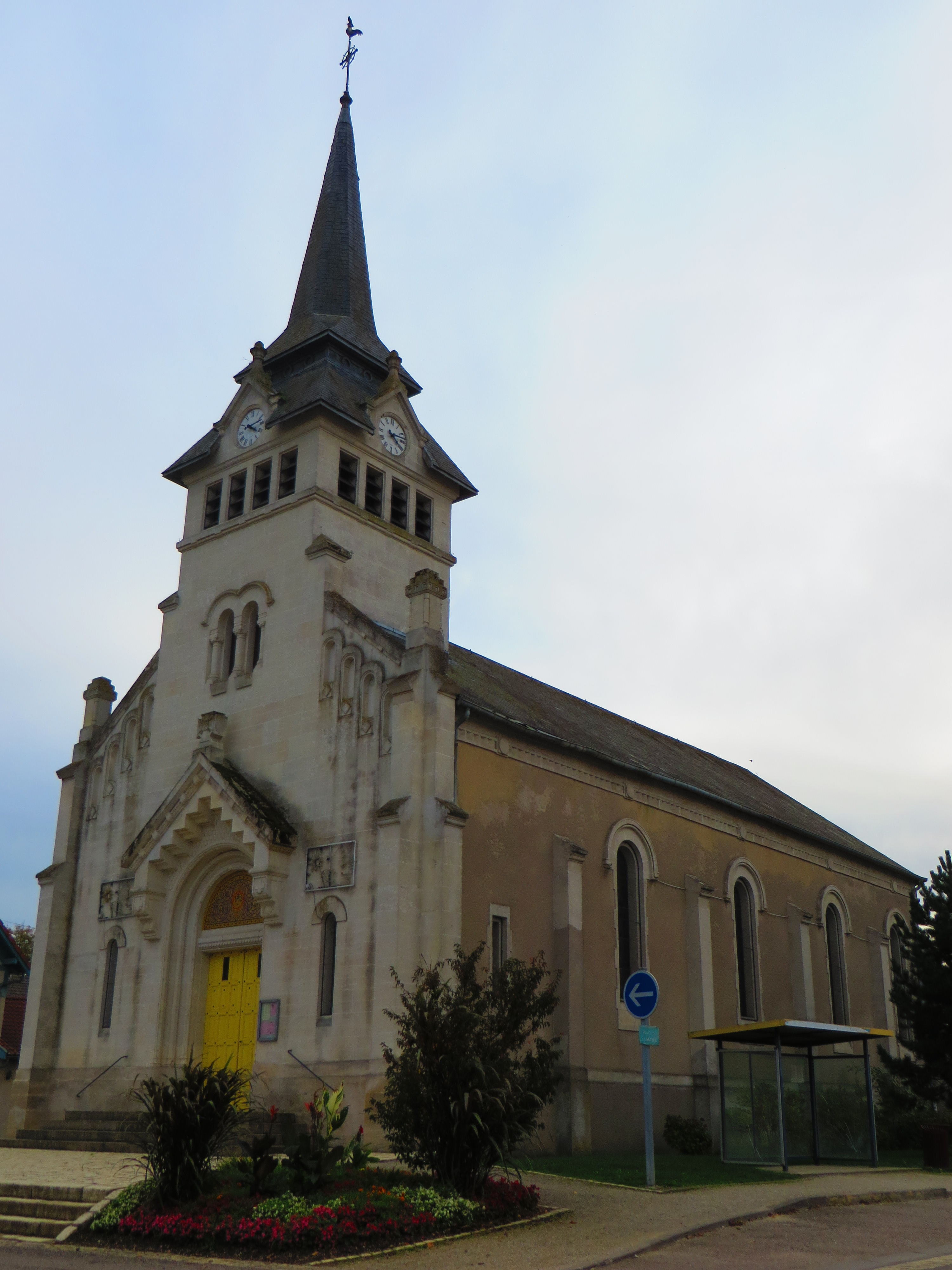
Kirche Saint-Loup

- Rathaus